# Ward LaFrance
Ward LaFrance Truck Corporation war ein US-amerikanischer Hersteller von Nutz- und Militärfahrzeugen.

## Geschichte
Ward LaFrance wurde 1916 von Addison Ward LaFrance gegründet. Addison Ward LaFrance arbeitete vor dem Ersten Weltkrieg für den Nutzfahrzeughersteller American LaFrance. Die Addison Ward LaFrance Corporation war zunächst ein Händler für American-LaFrance-Fahrzeuge.
1918 nahm das Unternehmen die Produktion eigener Fahrzeuge auf. Sie lief über Jahrzehnte. Es war unter anderem durch seine weitverbreiteten Feuerwehrfahrzeuge bekannt. 1947 waren in den USA 509 Fahrzeuge zugelassen. Das Unternehmen wurde je nach Quelle 1979 oder 1990 aufgelöst.
Die Firma baute neben Feuerwehrautos vor allem andere Spezialfahrzeuge: Abschlepper für Panzer für das amerikanische Militär, Spezial-Lieferwagen für UPS und andere Speditionen, Baustellenfahrzeuge sowie Fahrgestelle, die als Basis für Omnibusse und teilweise auch Schienenfahrzeuge dienten.

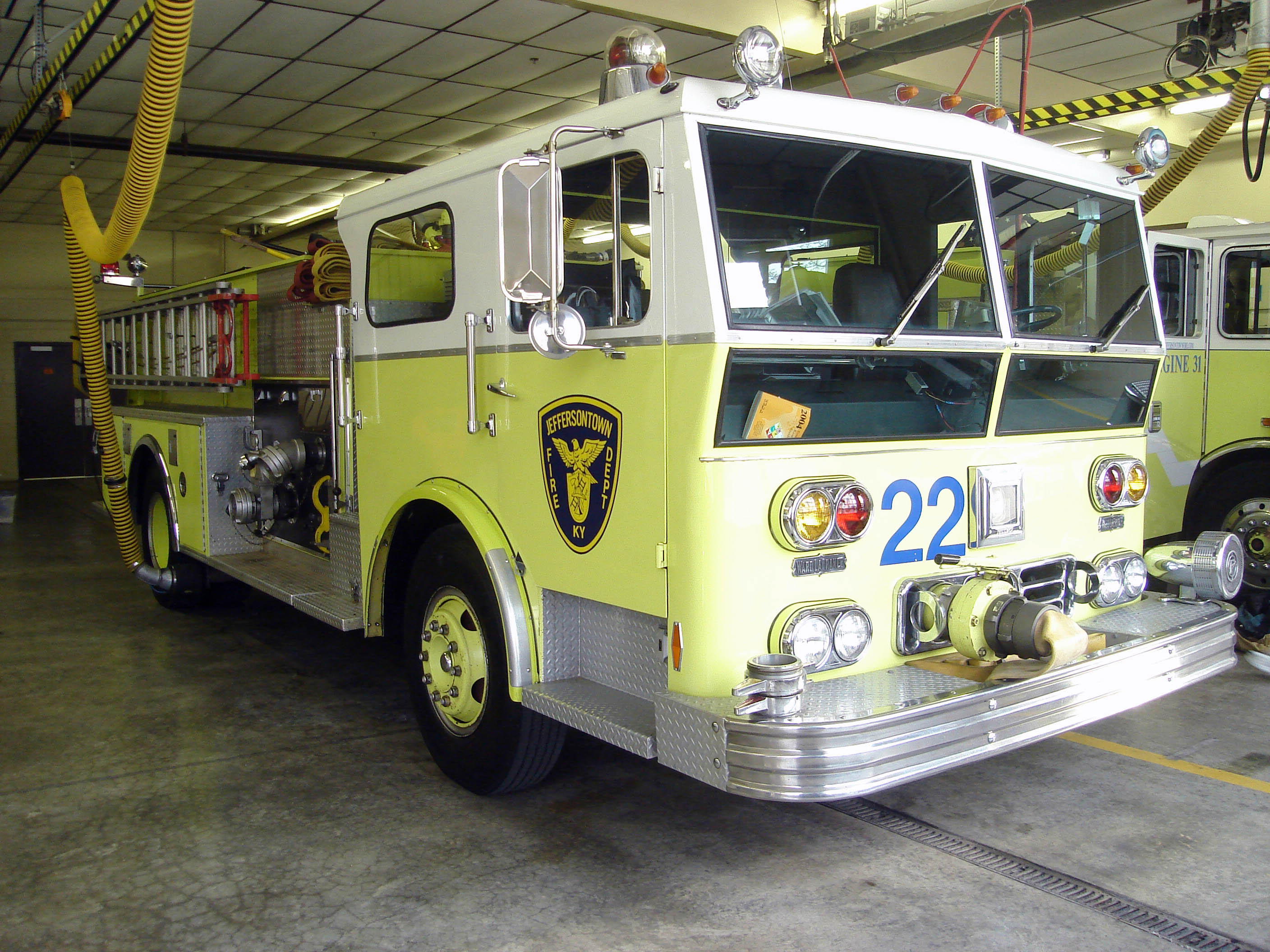
Feuerwehrfahrzeug von Ward LaFrance, Baujahr 1972, generalüberholt 1987 von Pierce Manufacturing
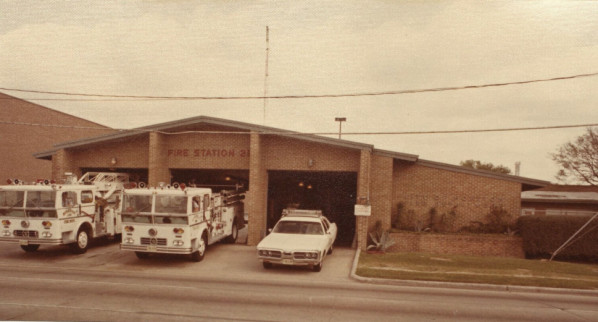
Feuerwache in Houston mit Fahrzeugen von Ward LaFrance (1976)
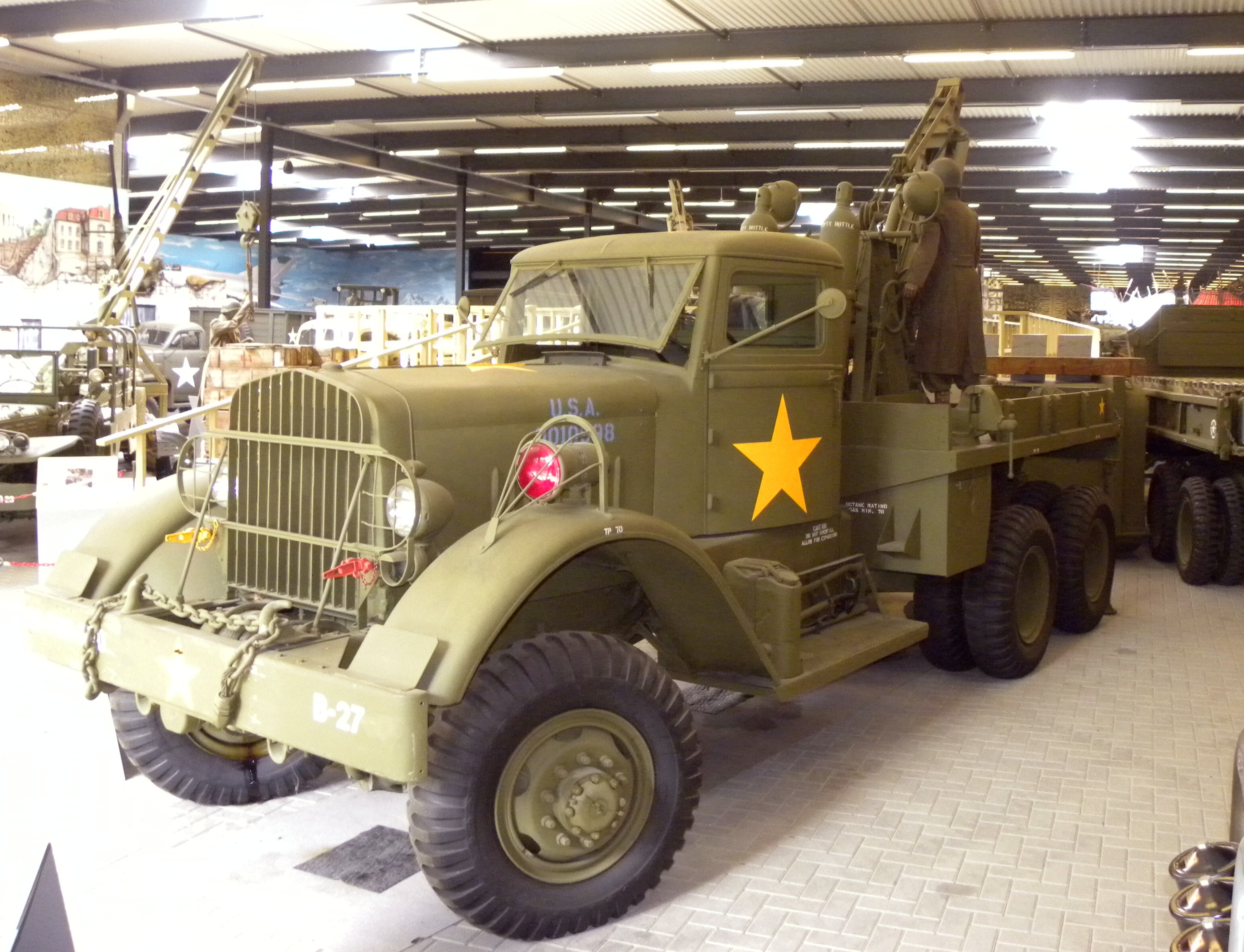
Abschleppwagen Ward LaFrance 1000 series 2 aus dem Zweiten Weltkrieg